# Рубцова, Мария Денисовна
Мария Денисовна Рубцова (14 апреля 1914 — 22 июня 1993) — почётный гражданин г. Химки, почётный работник коммунального хозяйства. Свою жизнь посвятила делу благоустройства и озеленения Химок.

## Биография
Свою трудовую деятельность Мария Рубцова начала в 1933 году. С 1956 года она занимала должность инженера в Химкинском Горкомхозе, затем стала главным инженером Управления благоустройства и дорожно-эксплуатационного управления. В 1969 г. возглавляла Комбинат коммунальных предприятий и благоустройства. Также Мария Денисовна была депутатом Химкинского Городского Совета народных депутатов.
Мария Рубцова активно занималась делом благоустройства Химок — при её участии в городе появлялись парки, растительность, зелёные массивы. В частности, именно благодаря ей появился зелёный массив вокруг памятника В. И. Ленину.
Внесла большой вклад в подготовку к Олимпийским играм 1980 года в Москве.
Похоронена на Машкинском кладбище 24 июня 1993 года.

## Награды
За свой труд Мария Рубцова была награждена медалями «За трудовую доблесть», «За трудовое отличие», «Ветеран труда». Также получила знак «Победитель социалистического соревнования» и орден Трудового Красного знамени. В 1980 году Мария Денисовна получила звание «Заслуженный работник жилищно-коммунального хозяйства».

## Память
Именем М. Д. Рубцовой названы улица в 1994 году и сквер в Новых Химках. Сквер был открыт в 2004 году.